# World Shotokan Karate-Do Association
Die World Shotokan Karate-Do Association (WSKA) wurde 1990 in Ferrara / Italien gegründet. Ihr erster Präsident Charles, Nayler verstarb 2007. Der amtierende Präsident ist Richard Poole. Der Vizepräsident ist John Hanratty (Kanada) 6. Dan. Die fünf Mitgliedsregionen sind Amerika, Afrika, Europa, Asien und Ozeanien. Die WSKA wurde als eine demokratische und unpolitische Organisation gegründet und hat ihren Sitz in Nevele, Belgien. Alle zwei Jahre führt sie Shōtōkan Weltmeisterschaften durch.

## Ziele
- Das traditionelle Shōtōkan gegenüber den anderen Stilrichtungen hervorzuheben und zu fördern.
- Die weltweite Verbreitung des Shotokan-Karate als Kampfkunst.
- Die Stärkung der freundschaftlichen Beziehungen zwischen den Ländern, Kontinenten und ihrer Mitgliedsorganisationen.
- Die Weiterentwicklung des Shōtōkan-Stils.
- Die Förderung des Wettbewerbs.
- Die Ausrichtung der WSKA Shōtōkan-Weltmeisterschaften[2]

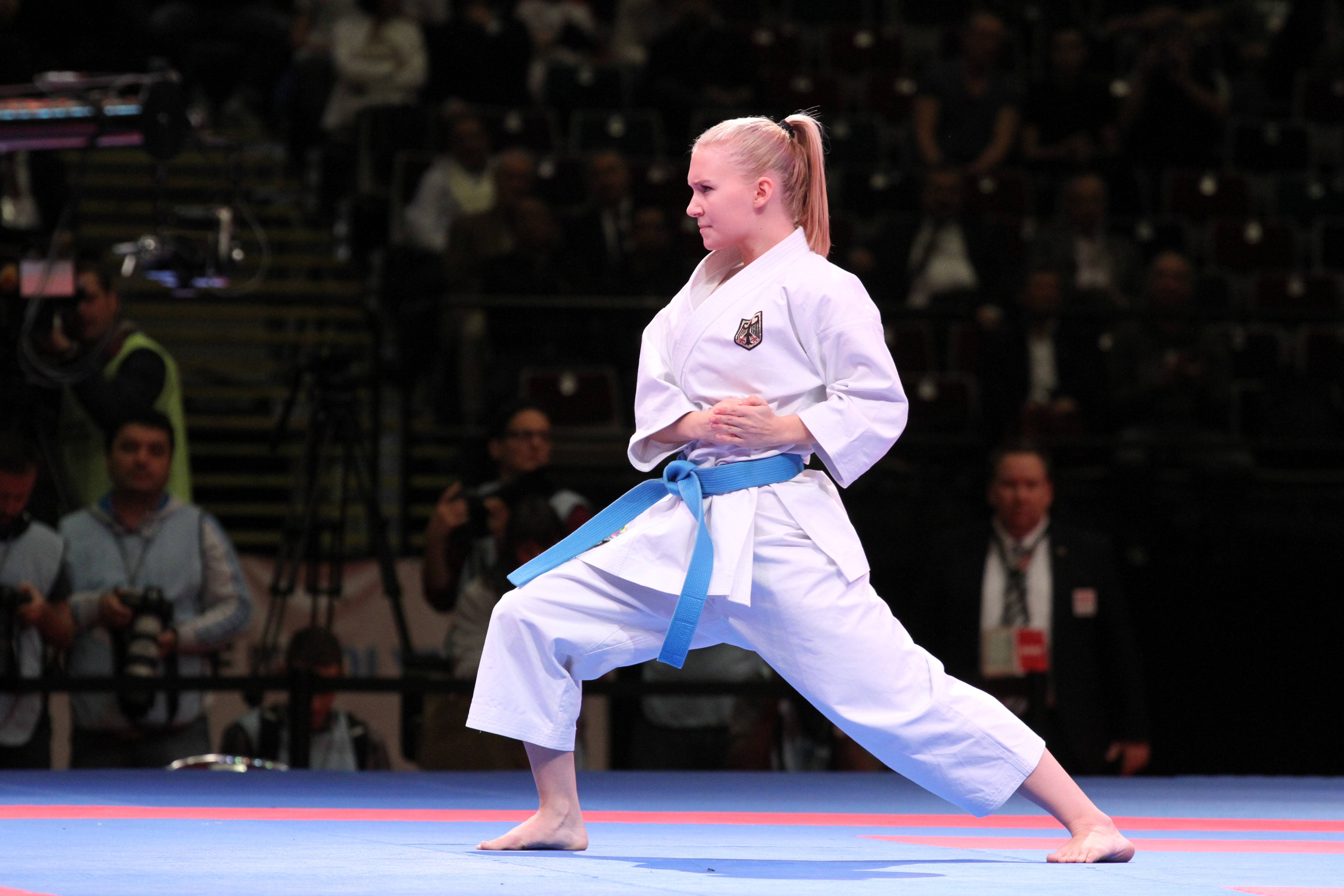
Jasmin Bleul, Junioren-Weltmeisterin der WSKA von 2013 in Liverpool

## WSKA-Weltmeisterschaften
| Jahr | Austragungsort | Land               |
| ---- | -------------- | ------------------ |
| 1991 | Calgary        | Kanada             |
| 1993 | Saarbrücken    | Deutschland        |
| 1995 | Sunderland     | England            |
| 1997 | Riverside      | Vereinigte Staaten |
| 1999 | Moskau         | Russland           |
| 2001 | Prag           | Tschechien         |
| 2003 | Zürich         | Schweiz            |
| 2005 | Chicago        | Vereinigte Staaten |
| 2007 | Bydgoszcz      | Polen              |
| 2009 | Cancún         | Mexiko             |
| 2011 | Chicago        | Vereinigte Staaten |
| 2013 | Liverpool      | England            |
| 2015 | Bielsko-Biała  | Polen              |
| 2017 | Treviso        | Italien            |

## Deutsche Einzelerfolge bei den WSKA-Weltmeisterschaften
- 1993 Saarbrücken (Kumite) 1. Platz Saskia Hummel[3]
- 1995 Sunderland (Kumite) 1. Platz  Andreas Horn 1. Platz Sascha Schneider und (Kata) 1. Platz Scharzad Mansouri
- 1997 Riverside (Kumite) 1. Platz  Andreas Horn und 1. Platz Nitschmann Thomas
- 1997 Riverside (Kata) 1. Platz  Scharzad Mansouri 1. Platz Siegfried Hartl und 1. Platz Michael Mack
- 1999 Moskau (Kumite) 1. Platz  Wolfgang Henkel und 2. Platz  Mark Haubold
- 2003 Zürich (Kata Damen) 1. Platz Niino Marie
- 2005 Chicago (Junioren Kumite) 1. Platz  Nika-Wolk Tsurtsumia
- 2007 Bydgoszcz (Kumite) 1. Platz Tazidinova Anjela und (Junioren) 1. Platz Franziska Krieg
- 2011 Chicago (Kata Damen) 1. Platz Christine Heinrich und (Kumite Männer) 1. Platz Matthias Tausch
- 2013 Liverpool (Kata Damen Juniorinnen) 1. Platz Jasmin Bleul
- 2015 Bielsko-Biała (Kata Herren Einzel)  1. Platz Philip Jüttner

## Deutsche Mannschaftserfolge bei den WSKA-Weltmeisterschaften
- 1993 1. Platz Team Kumite Herren
- 1995 3. Platz Team Kumite Herren
- 1995 1. Platz Team Kata Damen
- 1997 1. Platz Team Kata Damen
- 1997 1. Platz Team Kata Herren
- 1997 1. Platz Team Kumite Damen
- 1997 1. Platz Team Kumite Herren
- 1999 1. Platz Team Kumite Herren
- 2003 2. Platz Team Kata Damen
- 2003 3. Platz Team Kata Herren
- 2003 3. Platz Team Kumite Herren
- 2005 3. Platz Team Kata Herren
- 2007 1. Platz Team Kata Herren
- 2007 1. Platz Team Kata Damen
- 2011 1. Platz Team Kata Damen
- 2011 1. Platz Team Kumite Herren
- 2013 1. Platz Team Kumite Herren
- 2013 1. Platz Team Kumite Damen
- 2015 1. Platz Team Kata Herren
- 2015 2. Platz Team Kata Damen